# Числа в египетской мифологии

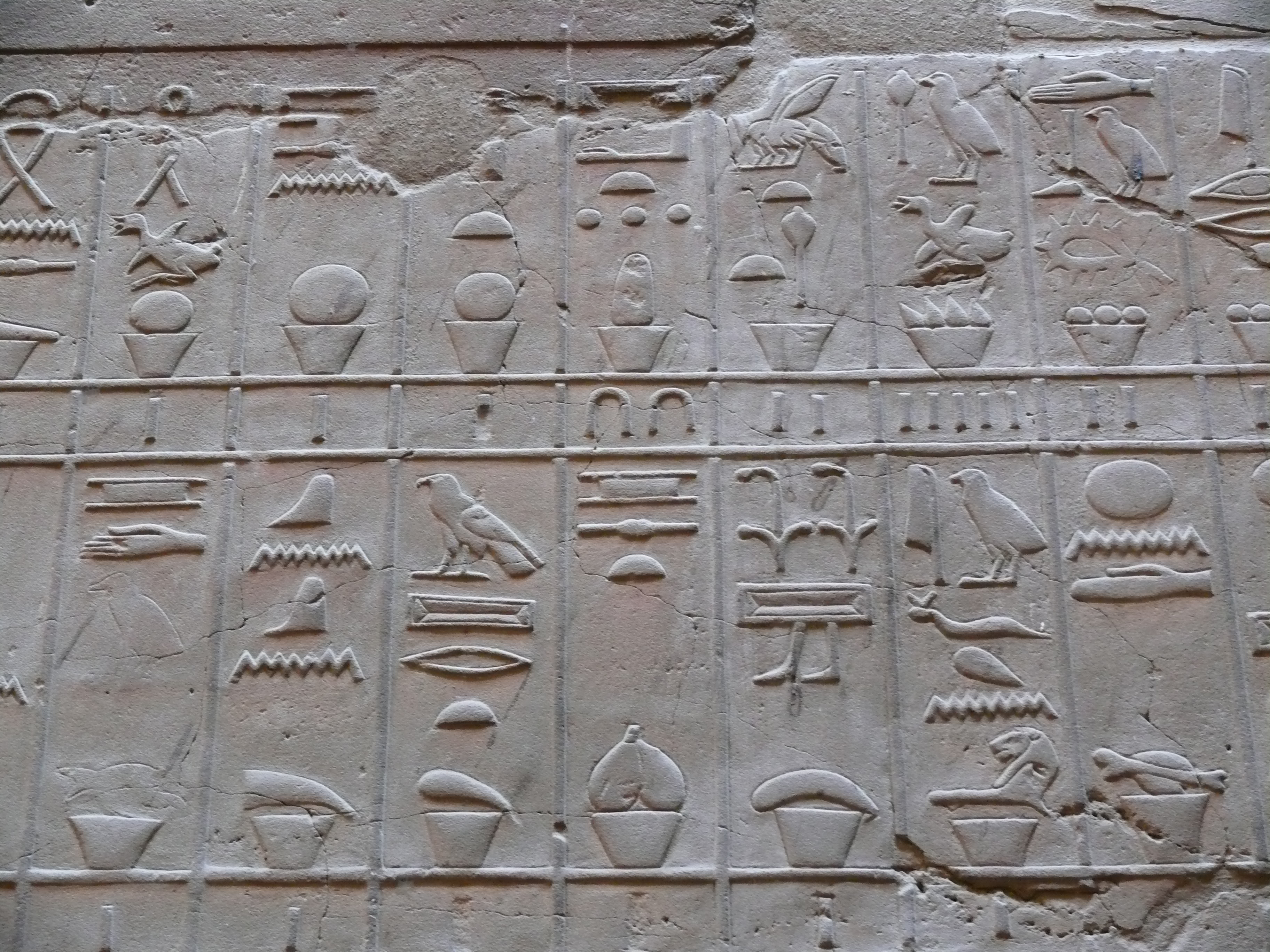
Пример некоторых египетских чисел. Для того чтобы узнать значение числа, необходимо навести курсор мыши на жёлтую рамку. Рельеф в Луксоре.

В Древнем Египте существовали священные, магические и святые числа, к таковым относились числа 2, 3, 4, 7 и числа, кратные им.

## Три: символ множества
Основным символом для обозначения множества у египтян было число три, которое записывали в виде иероглифа состоящего из трёх вертикальных знаков (III). Также в египетской религии использовались триады божеств для обозначения полноценной системы. Примером подобных триад являются бог Атум и порождённые им Шу и Тефнут, Осирис и Исида с их сыном Гором и т. д.
Другие примеры
- Пиво, использованное для того чтобы обхитрить Сехмет, пропитывали тремя руками в земле.
- У бога солнца Ра было три имени, которые соответствовали трём временам суток: рассвет, полдень и закат.
- Бога Тота называли «трижды-великим богом мудрости»[3].
- Обречённого на смерть принца ждали три варианта судьбы: смерть от крокодила, змеи или собаки[4].
- Для возврата украденных вещей, крестьянину давались три группы попыток, в каждой из которых в свою очередь было по три попытки (всего девять)[5].
- Хвастливый маг утверждал, что сможет отбросить «великую тьму» на три последних дня[6].
- После просьбы у Тота помощи, короля Эфиопии доставили в Фивы и трижды публично избили[6].
- Эфиопскому магу требовалось пройти три испытания, чтобы стать величайшим магом Египта[6].
- Египетские маги, перед тем как войти в землю мёртвых, трижды в огонь бросали специальный порошок[7].
- В египетской земле мёртвых существовало двенадцать секций (четыре по три). Мёртвых высаживали на каждой трети[7].
- Узел Исиды, олицетворявший жизнь, имеет три петли[8].

## Число пять
Примеры
- Бог солнца Ра дал имена пяти богам и пяти богиням[9].
- Бог мудрости Тот прибавил к существующим трёмстам шестидесяти дням ещё пять дней, которые он выиграл в азартной игре[10].
- Для рождения своих пяти детей, богине Нут потребовалось пять дней. Этими детьми являются боги: Осирис и Исида, Сет и Нефтида, и Гор Бехдетский[нем.] - не следует его путать с Гарпократом, который победил Сета в бою[10].
- Хвастливый маг утверждал, что способен перенести фараона Египта в Эфиопию и вернуть его обратно в течение пяти часов с помощью магии, если последнего подвергнуть пятистам ударам палкой[6].
- Эфиопский маг сможет бросить вызов величайшим магам Египта, если прочтёт письмо запечатанное пятью столетиями ранее, до того как произойдут злодеяния изображенные на нём[6].
- Звезда или пентаграмма, представляющая собой загробный мир, имеет пять вершин[11].

Число пять менее распространено в традиционной египетской мифологии.

## Семь: символ совершенства, эффективности и полноты
Вполне возможно, что число семь являлось символом, который ассоциировался у египтян с совершенством, эффективностью и полнотой.
Примеры
- Семь тысяч бочек с пивом потребовалось для того, чтобы обхитрить Сехмет, тем самым не дав ей дальше совершать убийства[12].
- Богиню Исиду охраняли семь скорпионов, когда она отправилась на поиски останков своего мужа Осириса[13].
- Великий голод в Египте продолжался в течение семи лет[14].
- Самая низшая точка Нила во времена великого голода была семь локтей (кубит), а самая верхняя точка уровня воды возвышалась на двадцать восемь локтей (четыре раза по семь)[15].
- Обречённый принц нашёл башню высотой в семьдесят локтей с семьюдесятью окнами[4].
- Сет разорвал тело Осириса на четырнадцать частей и разбросал по семь частей в Верхнем и Нижнем Египте[16].
- Символ пруда, представляющий собой воду, изображался с семью зигзагообразными линиями[17].
- На нижней стороне символа золота, изображали семь шипов (отростков)[18].